# Episodi di Yamishibai (tredicesima stagione)
La tredicesima stagione dell'anime Theatre of Darkness: Yamishibai, composta da 13 episodi, è andata in onda su TV Tokyo dal 14 luglio al 6 ottobre 2024.

## Lista episodi
| Nº | Titolo italiano (tradotto) Giapponese 「Kanji」 - Rōmaji   | In onda           | In onda |
| Nº | Titolo italiano (tradotto) Giapponese 「Kanji」 - Rōmaji   | Giapponese        |         |
| 1  | La signorina dell'ascensore 「エレガ」 - Erega             | 14 luglio 2024    |         |
| 2  | La lavagna per i messaggi 「伝言板」 - Dengonban           | 21 luglio 2024    |         |
| 3  | Fotografie 「ブロマイド」 - Bromide                        | 28 luglio 2024    |         |
| 4  | Kinokocha 「喜乃娘茶」 - Kinoko cha                        | 4 agosto 2024     |         |
| 5  | La soba del trasloco 「引っ越しそば」 - Hikkoshi soba      | 11 agosto 2024    |         |
| 6  | Il drive-in 「ドライブイン」 - Doraibu in                  | 18 agosto 2024    |         |
| 7  | 8 mm 「8 mm」 - 8 mm                                       | 25 agosto 2024    |         |
| 8  | Il sacchettino delle risate 「笑い袋」 - Warai fukuro      | 1 settembre 2024  |         |
| 9  | Il buco per sbirciare 「覗き穴」 - Nozokiana               | 8 settembre 2024  |         |
| 10 | Senzatraccia 「址亡」 - Atonashi                           | 15 settembre 2024 |         |
| 11 | La lotteria con il filo 「糸引きくじ」 - Itohiki kuji      | 22 settembre 2024 |         |
| 12 | Un hotel classico 「クラシックホテル」 - Kurashikku hoteru | 29 settembre 2024 |         |
| 13 | Il sogno di quella notte 「あの日の夢」 - Ano hi no yume   | 6 ottobre 2024    |         |